# Kampanile
Kampanile (ital. campanile, af campana, "klokke") betegner et klokketårn, især et fritstående (ikke med kirken sammenbygget) kirketårn. Denne brug af ordet må skyldes at flere af de berømteste italienske kirker (bl.a. domkirkerne i Firenze og Venezia) har fritstående klokketårn.
I traditionelle danske kirker er klokketårnet oftest sammenbygget med kirken. De tidligste danske kirker har klokkestabel, hvor kirkeklokken er i et trætårn fritstående ved af kirken. Men i den historicistiske periode i 1800-tallet, hvor inspirationen ofte kom fra Norditalien, blev der bygget en del kirker med kampanile eller kampanilelignende tårne. I moderne kirker (dvs. bygget efter 1940) er det ikke ualmindeligt med fritstående klokketårne.
Det nok mest berømte kampanile er Det skæve Tårn i Pisa.

## Eksempler
- Kampanilelignende tårn på Sions Kirke, Østerbro, København.
- Kampanile ved Jakobskirken i Roskilde
- Kampanile ved Rønnevang Kirke i Taastrup